# Stiphodon rubromaculatus
Stiphodon rubromaculatus (лат.) — вид пресноводных тропических лучепёрых рыб из семейства Oxudercidae. Эндемик острова Футуна.

## Распространение и местообитание
Stiphodon rubromaculatus — вид эндемичный для острова Футуна в Тихом океане. Встречается в пресной воде в реке на острове.

## Описание
Вид описан по 6 самцам и одной самке; стандартная длина особей варьировала от 21,3 до 24,7 см. В первом спинном плавнике 6 колючих лучей, во втором спинном плавнике 1 жёсткий и 9 мягких лучей. В анальном плавнике 1 колючий и 10 мягких. Для этого вида характерны 13-14 грудных лучей; предчелюстные зубы 27-32; передорсальная срединная чешуя отсутствует, самая передняя чешуя по срединной линии расположена ниже передней части второго спинного плавника. У самцов в отличие от самок имеются два симфизных зуба; поперечные чешуи в переднем ряду 1-4, в обратном ряду 7-9. У самцов ярко-красные бока, оранжевое брюхо и спина; голова голубоватая на щеках, нос красноватый. Самки от сероватого до коричневатого цвета.

## Биология
Встречается в чистых быстрых потоках с каменистым дном и большими заводями. Встречается на дне реки, на вершинах камней, но также наблюдается в открытой воде между камнями или в заводях. Обитает на высоте 90-200 м над уровнем моря.

## Охранный статус
С 2012 года Stiphodon rubromaculatus был классифицирован МСОП как находящийся под угрозой исчезновения вид. Помимо ограниченной территории, одной из угроз является изменение среды обитания в результате сельскохозяйственной деятельности и строительства плотин.

## Таксономия
Вид был впервые описан в 2007 году. Видовое название rubromaculatus — от латинского «окрашенный в красный цвет», что указывает на характерный цветовой рисунок самцов.